# Читалище „Гоце Делчев“ (Щип)
Читалище „Гоце Делчев“ е читалище в град Щип, в Османската империя и в Царство България.
Учредено е през септември 1872 година под името Читалище „Деятелност“, а негов писар е А. Д. Живков. В кратък срок за помощни материали са събрани от еснафите 1460 гроша. Активно продължава да действа и към 1873 година.
Възстановено е след освобождението на града в границите на Царство България между 1941 и 1944 година с председател Методи Гогов.